# スペースシャトル・ディスカバリー
スペースシャトル・ディスカバリー（Space Shuttle Discovery、NASA型名：OV-103）はスペースシャトル・オービターである。コロンビア、チャレンジャーに続いて、1984年8月30日に打ち上げられた3機目のオービターである。

## 名前
「ディスカバリー」は「発見する」というような意味であることから、大航海時代より多くの探検船に使われている（ディスカバリーを参照）。例えば、南太平洋を航海しハワイ諸島に到達したジェームズ・クックが最後の航海に用いた帆船の一つが「ディスカバリー」（第一回航海に用いた帆船は「エンデバー」）だった。またハドソン湾を探検したヘンリー・ハドソン、北極探検を行った英国王立地理院が用いた船などに「ディスカバリー」の船名が見られる。さらに2001年宇宙の旅に登場する木星探査船の名前もディスカバリーである。

## 飛行履歴
1988年に86年のチャレンジャーの爆発事故以降初めて打ち上げられた。さらに2003年のコロンビアの空中分解事故の後、続けて打ち上げられた（2005年）。打ち上げは成功したものの、宇宙での活動中に断熱材が剥がれる事故が発生した。しかし問題はないと判断され、ディスカバリーは予定通りに無事帰還した。なおこの時、日本人の野口聡一も搭乗していた。スペースシャトル史上2度の大事故の後の初飛行はいずれもこの機体となっている。
ディスカバリーはその後も運用を続け、2011年3月9日米東部時間11時57分に、39回目の飛行ミッションとなるSTS-133を終えてケネディ宇宙センターに帰還して引退した。これはスペースシャトルの中で最多の飛行回数である。ディスカバリーは39回の飛行において、365 日と12時間宇宙に滞在し、その間地球を5,830周回飛行した。
退役後は、それまで展示されていたエンタープライズに代わり、 スティーブン F. ユードバー＝ハジー・センターに展示されている。

## ミッション
| 回数 | 年月日         | 名称     | 備考 |
| ---- | -------------- | -------- | --- |
| 1    | 1984年8月30日  | STS-41-D | 3つの通信衛星を軌道上に放出。長さ31mの太陽電池パネルの展開実験。                                                                      |
| 2    | 1984年11月8日  | STS-51-A | 2基の衛星を放出、また2基の通信衛星を回収。                                                                                            |
| 3    | 1985年1月24日  | STS-51-C | 国防総省 Magnum ELINT 衛星を軌道上に放出。エリソン・オニヅカ搭乗（日系人初）                                                          |
| 4    | 1985年4月12日  | STS-51-D | 2つの通信衛星を軌道上に放出。 |
| 5    | 1985年6月7日   | STS-51-G | 2つの通信衛星を軌道上に放出。 |
| 6    | 1985年8月27日  | STS-51-I | 3つの通信衛星を軌道上に放出。 |
| 7    | 1988年9月29日  | STS-26   | チャレンジャー事故後の飛行再開。TDRS -Cを軌道上に放出。                                                                               |
| 8    | 1989年5月13日  | STS-29   | TDRS-D を軌道上に設置。 |
| 9    | 1989年11月22日 | STS-33   | 国防総省 Magnum ELINT 衛星を軌道上に放出。                                                                                            |
| 10   | 1990年4月24日  | STS-31   | ハッブル宇宙望遠鏡 (HST) を軌道上に放出。                                                                                             |
| 11   | 1990年10月6日  | STS-41   | ユリシーズ衛星を放出。 |
| 12   | 1991年4月28日  | STS-39   | 国防総省 アメリカ空軍 Program-675 (AFP675) 衛星を軌道上に放出。                                                                       |
| 13   | 1991年9月12日  | STS-48   | 上層大気研究衛星(UARS)を放出 |
| 14   | 1992年1月22日  | STS-42   | スペースラブ実験。第一次国際微小重力実験室(IML-1)                                                                                     |
| 15   | 1992年12月2日  | STS-53   | 国防総省任務 |
| 16   | 1993年8月8日   | STS-56   | スペースラブ Atmospheric Laboratory (ATLAS-2)                                                                                         |
| 17   | 1993年9月12日  | STS-51   | 通信技術衛星Advanced Communications Technology Satellite (ACTS)の放出、ORFEUS-SPASの放出・回収                                        |
| 18   | 1994年2月3日   | STS-60   | SPACEHAB-2、高真空実験衛星Wake Shield Facility (WSF)                                                                                  |
| 19   | 1994年9月9日   | STS-64   | LIDAR In-Space Technology Experiment (LITE)                                                                                           |
| 20   | 1995年2月3日   | STS-63   | 宇宙ステーションミールとのランデブー、SPACEHAB-3                                                                                      |
| 21   | 1995年7月13日  | STS-70   | Tracking and Data Relay Satellite (TDRS)-Gの放出                                                                                      |
| 22   | 1997年2月11日  | STS-82   | ハッブル宇宙望遠鏡の保守作業(HST-SM2)。 定期点検(オーバーホール)のため18ヶ月ぶりの飛行。                                              |
| 23   | 1997年8月7日   | STS-85   | CRISTA-SPAS-02の放出・回収、日本のMFD(Manipulator Flight Demonstration)実験                                                           |
| 24   | 1998年6月2日   | STS-91   | ミールとのドッキング（スペースシャトルによる9回目で最後のドッキング）。SPACEHAB、AMSを搭載。                                          |
| 25   | 1998年10月29日 | STS-95   | 日本人宇宙飛行士、向井千秋が搭乗。ジョン・グレン飛行士の2回目の宇宙飛行。 太陽コロナ観測衛星Spartan 201-5の放出および回収。           |
| 26   | 1999年5月27日  | STS-96   | 国際宇宙ステーションと初ドッキング及び補給(ISS-2A.1)。 広く一般の学生に向けた目視観測教材用の衛星スターシャイン放出。                 |
| 27   | 1999年12月19日 | STS-103  | ハッブル宇宙望遠鏡 (HST) の補修(HST-3Aミッション)。                                                                                   |
| 28   | 2000年10月11日 | STS-92   | 日本人宇宙飛行士、若田光一が搭乗。国際宇宙ステーションの組立(ISS-3A)。                                                                |
| 29   | 2001年3月8日   | STS-102  | 国際宇宙ステーションのクルー交代(ISS-5A.1)。                                                                                          |
| 30   | 2001年8月10日  | STS-105  | 国際宇宙ステーションのクルー交代及び補給(ISS-7A.1)。                                                                                  |
| 31   | 2005年7月26日  | STS-114  | コロンビア事故後の飛行再開フライト。日本人宇宙飛行士野口聡一が搭乗。 国際宇宙ステーションへの補給、新しい安全システムのテスト(LF-1)。 |
| 32   | 2006年7月4日   | STS-121  | 国際宇宙ステーションのクルー交代及び補給(ULF-1.1)                                                                                     |
| 33   | 2006年12月9日  | STS-116  | 国際宇宙ステーションの建設及び補給(12A)。コロンビア事故後初の夜間打ち上げ。                                                           |
| 34   | 2007年10月23日 | STS-120  | 国際宇宙ステーションのクルー交代および補給。 欧州宇宙機関のモジュールハーモニーの運搬。                                               |
| 35   | 2008年6月1日   | STS-124  | 日本人宇宙飛行士、星出彰彦が搭乗。 「きぼう」日本実験棟船内実験室の取り付け、室内の設定作業(1J)。                                     |
| 36   | 2009年3月16日  | STS-119  | 日本人宇宙飛行士、若田光一が搭乗。 国際宇宙ステーションの建設(15A)。                                                                  |
| 37   | 2009年8月28日  | STS-128  | 国際宇宙ステーションの補給(17A)。 |
| 38   | 2010年4月5日   | STS-131  | 日本人宇宙飛行士、山崎直子が搭乗（日本人最後）。 国際宇宙ステーションの建設(19A)。                                                    |
| 39   | 2011年2月24日  | STS-133  | 恒久型多目的モジュールレオナルド、ELC-4、ロボノート2の輸送。 同機の最終ミッション。                                                   |